# Penge (Londen)
Penge is een wijk (tevens een ward) in het Londense bestuurlijke gebied Bromley, in het zuidoosten van de regio Groot-Londen.
In de wijk bevinden zich twee spoorwegstations: Station Penge West en Station Penge East. Tussen Penge en Beckenham bevindt zich het Station Kent House.

## Geboren
- Bill Wyman (1936), bassist van de The Rolling Stones